# Kuqishta
Kuqishta (albanisch auch Kuqishtë bzw. Kuçishta/Kuçishtë, serbisch Кућиште Kućište) ist ein kleines Dorf im Westen des Kosovo. Es liegt am oberen Ende der Rugova-Schlucht im Prokletije-Gebirge (albanisch Alpet Shqiptare) auf 1208 m. i. J. Rund sechs Kilometer vom Kern des eigentlichen Dorfes entfernt gibt es noch einen Dorfteil bestehend aus einer Hotelanlage und einem Restaurant. 

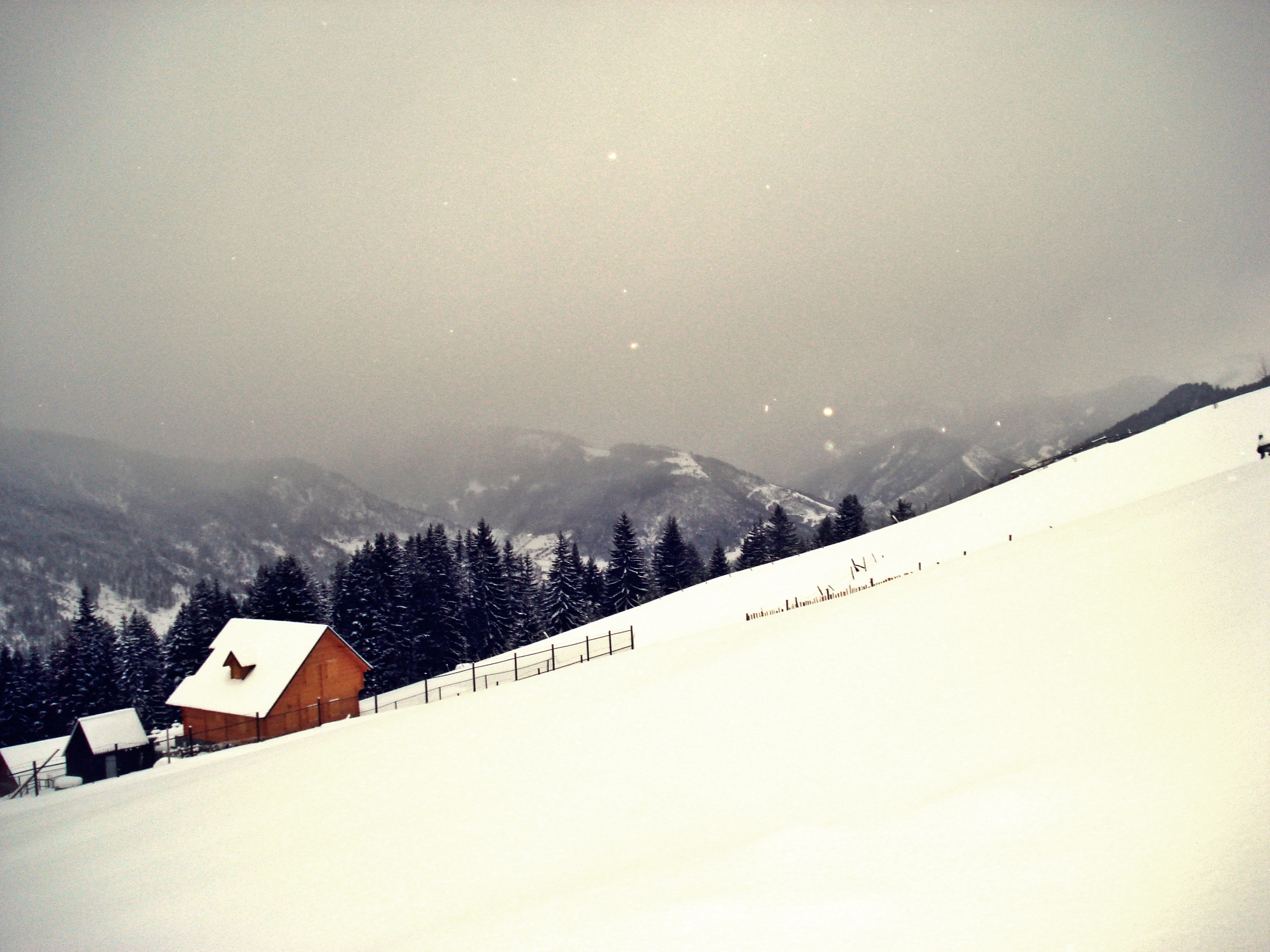
Winter in Kuqishta

Wenig westlich befindet sich die Grenze zu Montenegro. Der Grenzübergang nach Montenegro ist seit dem Kosovokrieg für den Verkehr geschlossen. Kuqishta liegt an der Straße M-9, die zum Čakorpass führt.
Die Pećka Bistrica (albanisch Lumbardh i Pejës) fließt durch das Dorf. Der Gipfel des Leqinat (oder auch Liqenat) mit einer Höhe von 1799 m. i. J. befindet sich im Süden des Dorfes. Ein kleiner Bergsee am Berg trägt den Namen Leqinat-See.
Gemäß 2011 durchgeführter Volkszählung hatte das Dorf neun Einwohner, von denen sich alle (100 %) als Albaner bezeichneten.